# 陳家強
陳家強，GBS，JP（1957年2月10日—），前財經事務及庫務局局長，WeLab 虛擬銀行董事局主席兼任香港科技大學教授。

## 生平
幼時家境清寒，原居住在九龍彩虹邨，於聖若瑟英文中學中五畢業，後來於英皇書院升讀預科，再於美國衛斯連大學取得經濟學學士銜，及後再於芝加哥大學取得工商管理碩士銜及財務學哲學博士銜。曾在美國俄亥俄州立大學任教九年。專長研究資產定價、交易策略評估及市場效率，並曾發表不少有關文章。1993年，他加入香港科技大學商學院，於2002年7月獲委任為香港科技大學工商管理學院院長。
曾擔任多項重要公職，包括消費者委員會主席、香港期貨交易所董事、策略發展委員會委員、扶貧委員會委員、外匯基金諮詢委員會委員、恆生指數顧問委員會委員及香港學術評審局委員。此外，他曾出任亞太金融學會主席及亞太商學院聯會主席。2006年7月，陳家強獲委任為非官守太平紳士。陳家強在2007年初與香港理工大學科學及紡織學院院長陳新滋，一同競逐香港城市大學校長選舉，接替即將離任的張信剛。但兩人均在城大校內多名校董夾擊下，雙雙墮馬，無法取得足夠贊成票數出任新校長，成為香港首間大學選舉校長「流產」事件。
2007年7月1日擔任財經事務及庫務局局長及香港行政會議成員，及獲頒授銀紫荊星章，以表彰他在公共和社會服務上的貢獻，包括金融服務界以及消費者權益方面，兼及在扶貧問題上，曾經提出意見。同年12月2日，他獲委任為九廣鐵路公司管理局主席，接替因為兩鐵合併而離任的田北辰。2012年，陳家強獲頒授金紫荊星章。

## 個人生活
妻子胡翠萍為香港摩根士丹利的前執行董事。於2013年離開摩根士丹利，轉投瑞士私人銀行瑞士寶盛Julius Baer。
弟弟陳家樂於陳家強任教的俄亥俄州立大學取得博士學位，同樣曾任職香港科技大學財務學系教授，現為香港中文大學工商管理學院院長。